# Rörtjärnen (Piteå socken, Norrbotten, 727258-173655)
Rörtjärnen är en sjö i Piteå kommun i Norrbotten och ingår i Lillpiteälvens huvudavrinningsområde.